# باشگاه فوتبال الصفا عربستان سعودی
باشگاه فوتبال الصفا (عربی: نادی الصفا) یک باشگاه فوتبال واقع در شهر صفوی در عربستان سعودی است و اکنون در لیگ دسته اول فوتبال عربستان سعودی حضور دارد.
این باشگاه فوتبال در سال ۱۹۴۷ تأسیس شد.